# 신주연
신주연(본명 :강수진,1990년 6월 11일 ~ )은 대한민국의 배우이자 모델이다.

## 학력
- 명지전문대학 연극영상과

## 출연 작품

### 드라마
- 《김비서가 왜 그럴까》 (2018년, tvN)
- 《그녀는 예뻤다》 (2015년, MBC) - 주아름 역
- 《구여친클럽》 (2015년, tvN) - 송은혜 역
- 《킬미힐미》 (2015년, MBC) - 이영선 역
- 《최고의 결혼》 (2014년, TV조선) - 나민주 역

### 영화
- 《다른 길이 있다》 (2017년) - 혜미 역
- 《좋아해줘》 (2016년) - 나연 친구들 역
- 《그날의 분위기》 (2016년) - 한강 조깅녀 역

### 인스타그램
- 신주연 - 인스타그램